# Peter Leibing
Peter Leibing (* 3. Juli 1941 in Hamburg; † 2. November 2008 in Oerel) war ein deutscher Fotograf. Seine Aufnahme des über den Stacheldraht springenden Grenzschützers Conrad Schumann gehört als Medienikone zu den bekanntesten Bildern des Kalten Krieges.

## Leben
Der damals 19-jährige Peter Leibing wurde im August 1961 von der Bildagentur Contipress an die Sektorengrenze nach Berlin geschickt, um Bilder von der Zonengrenze zu machen. Am 15. August beobachtete er den DDR-Grenzschützer Conrad Schumann, als dieser sich entschloss, über den Stacheldrahtverhau in den französischen Sektor zu springen. Leibing drückte genau in der Zehntelsekunde auf den Auslöser seiner Exakta-Kamera (mit einem 200-mm-Teleobjektiv), als sich Schumann genau über dem Stacheldraht befand: nicht mehr im Osten, aber noch nicht im Westen. Diesen perfekten Moment genau abzuschätzen hatte Leibing beim Springreiten in Klein Flottbek gelernt, das er zuvor oft fotografiert hatte.
Als Polizeifotograf und als Pressefotograf arbeitete er für das Hamburger Echo, die Hamburger Morgenpost und das Hamburger Abendblatt bis zu seinem Ruhestand weiter.

## Auszeichnungen
Das Foto mit dem Titel Sprung in die Freiheit von Conrad Schumann wurde vom Overseas Press Club mit dem „Best Photograph Award“ 1961 ausgezeichnet.